# Sven Nyman (justitieråd)
Sven Åke Börje Nyman, född 15 augusti 1925 i Kristianstad, död 3 augusti 2001 i Saltsjöbaden, var en svensk jurist, justitieråd 1975–1992 och ordförande i Högsta domstolen 1990–1992. Nyman är begravd på Skogsö kyrkogård.